# Донсков, Данила Дмитриевич
Дани́ла Дми́триевич Донско́в (1738—1798) — казак  Сакмарской станицы Яицкого казачьего войска, во время Пугачёвского восстания — атаман казачьей команды в Сакмарском городке, впоследствии наказный атаман Уральского казачьего войска.
На службе с 1756 года, с 1759 года - хорунжий, с 1766 года — атаман.
При приближении войска Пугачёва в сентябре 1773 года к Сакмарскому городку, Донсков оставил его без боя, уведя весь подчинённый гарнизон в Оренбург, где впоследствии принял активное участие в его обороне. После снятия осады Оренбурга, принимал участие в карательных экспедициях, особо отличился в бою 1 апреля 1774 года под Сакмарским городком, где Пугачёв потерпел тяжёлое поражение. Отмечая заслуги Донскова в подавлении Пугачёвского восстания, Военная коллегия в феврале 1775 года произвела его в чин армейского премьер-майора.
В ноябре 1785 года он был назначен атаманом Уральского казачьего войска и пожалован чином армейского подполковника, оставался атаманом в Уральске до своей смерти в 1798 году.